# 耶拉金宮

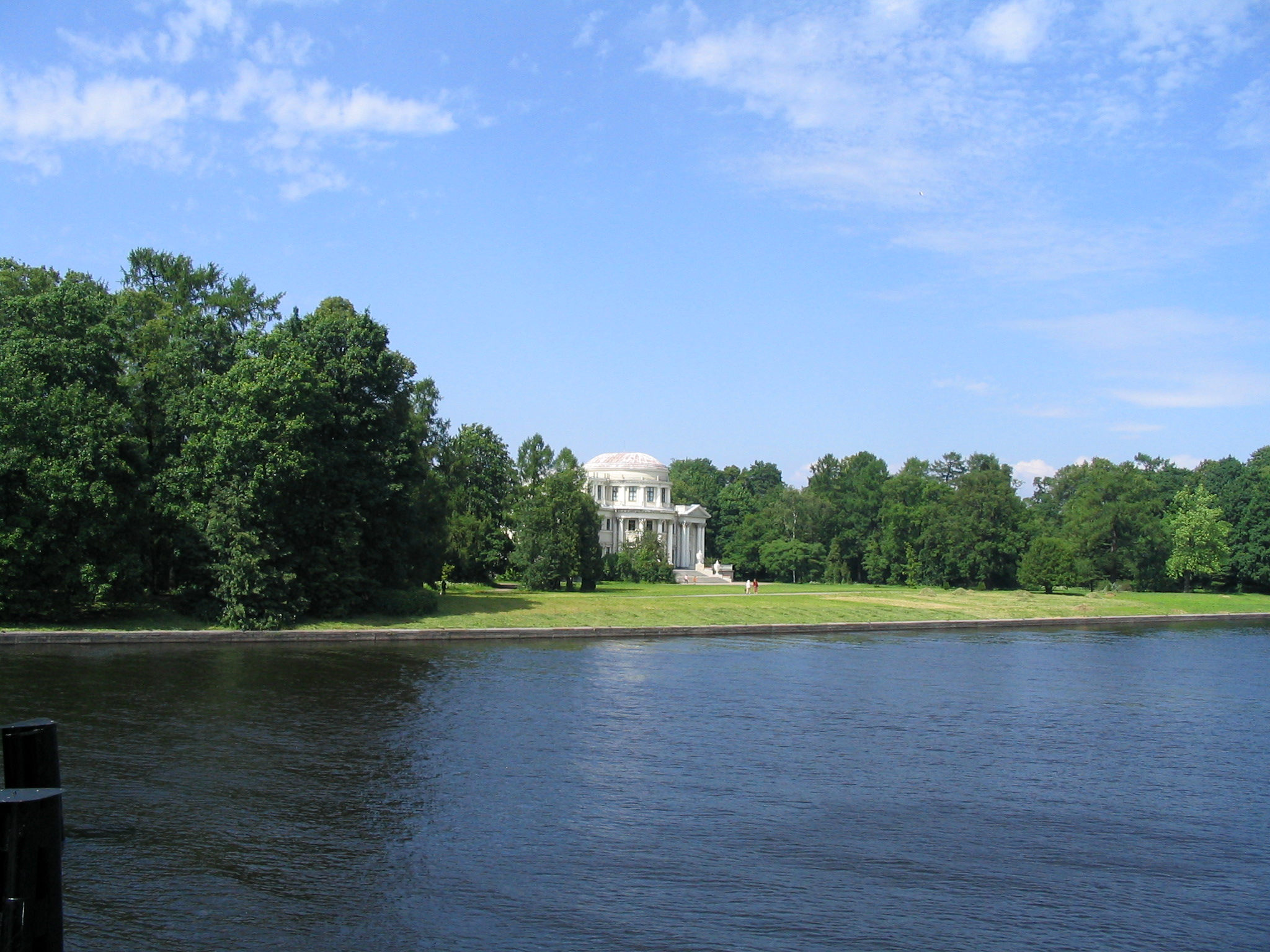

59°58′45″N 30°16′12″E / 59.9793°N 30.27°E
耶拉金宮 (俄语：Елагин дворец）是位於俄羅斯聖彼得堡的一座宮殿建築，位於聖彼得堡涅瓦河中的島嶼耶拉金島上。

## 历史
耶拉金宮所在地址1780年代就有建築。19世紀初期，舊有的建築被拆除。耶拉金宮修建於1818年，至1822年完工，是俄羅斯皇室的夏宮。二戰期間耶拉金宮毀損，戰後重建並改為公園和博物館。